# Liste des gouvernorats du Liban
Le Liban est divisé en neuf gouvernorats (en arabe : muhafazat, au singulier : muhafazah).

## Liste
Les cinq gouvernorats de l'indépendance (1943) deviennent six quand Nabatieh est détachée du Liban-Sud (1983), huit quand Baalbek et Hermel sont détachées de la Bekaa et Akkar du Liban-Nord (2003), puis neuf quand Kesrouane et Al Fatouh-Jbeil sont détachées du Mont-Liban (2017).

Gouvernorats du Liban

| 9 Gouvernorats (muhafazas) | 25 Cazas (districts)                                  | Capitale |
| -------------------------- | ----------------------------------------------------- | -------- |
| Akkar                      | Akkar                                                 | Halba    |
| Baalbek-Hermel             | Baalbek Hermel                                        | Baalbek  |
| Bekaa                      | Zahleh Beqaa Ouest Rachaiya                           | Zahlé    |
| Beyrouth                   | -                                                     | Beyrouth |
| Kesrouan-Jbeil             | Jbeil Kesrouan                                        | Jounieh  |
| Liban-Nord                 | Tripoli Batroun Bcharré Zgharta Koura Minieh-Danniyeh | Tripoli  |
| Liban-Sud                  | Jezzine Sour Saida                                    | Sidon    |
| Mont-Liban                 | Baadba Chouf Aaley Matn                               | Baabda   |
| Nabatieh                   | Nabatieh Bent Jbeil Hasbaiya Marjaayoun               | Nabatieh |

Anciennes limites des gouvernorats
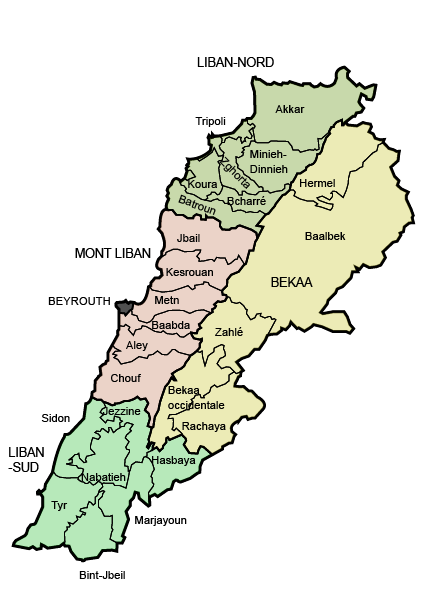
De 1943 à 1983 5 gouvernorats
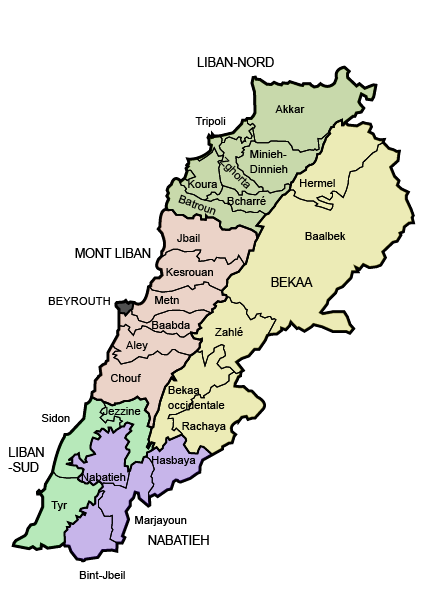
De 1983 à 2003 6 gouvernorats
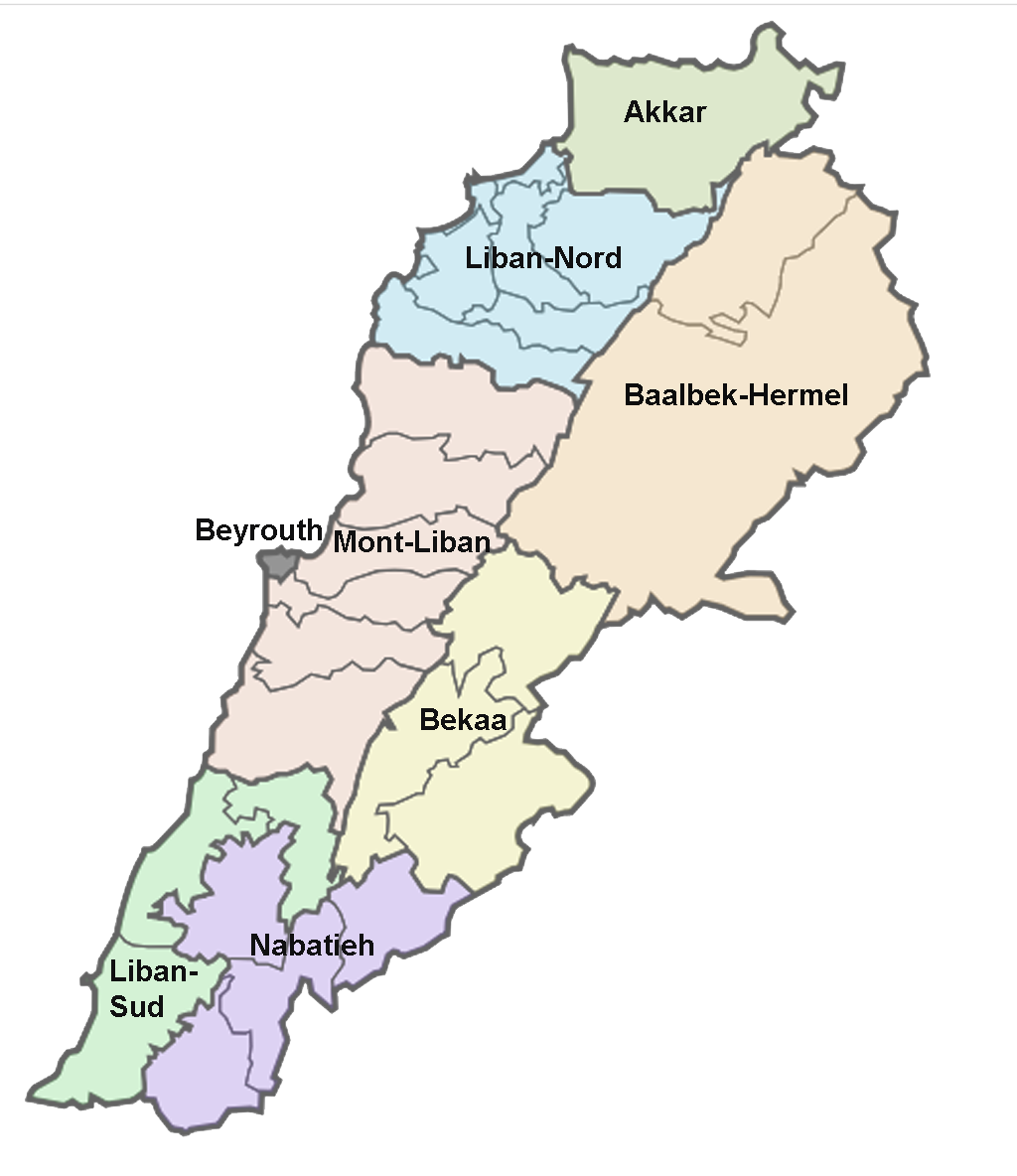
De 2003 à 2017 8 gouvernorats
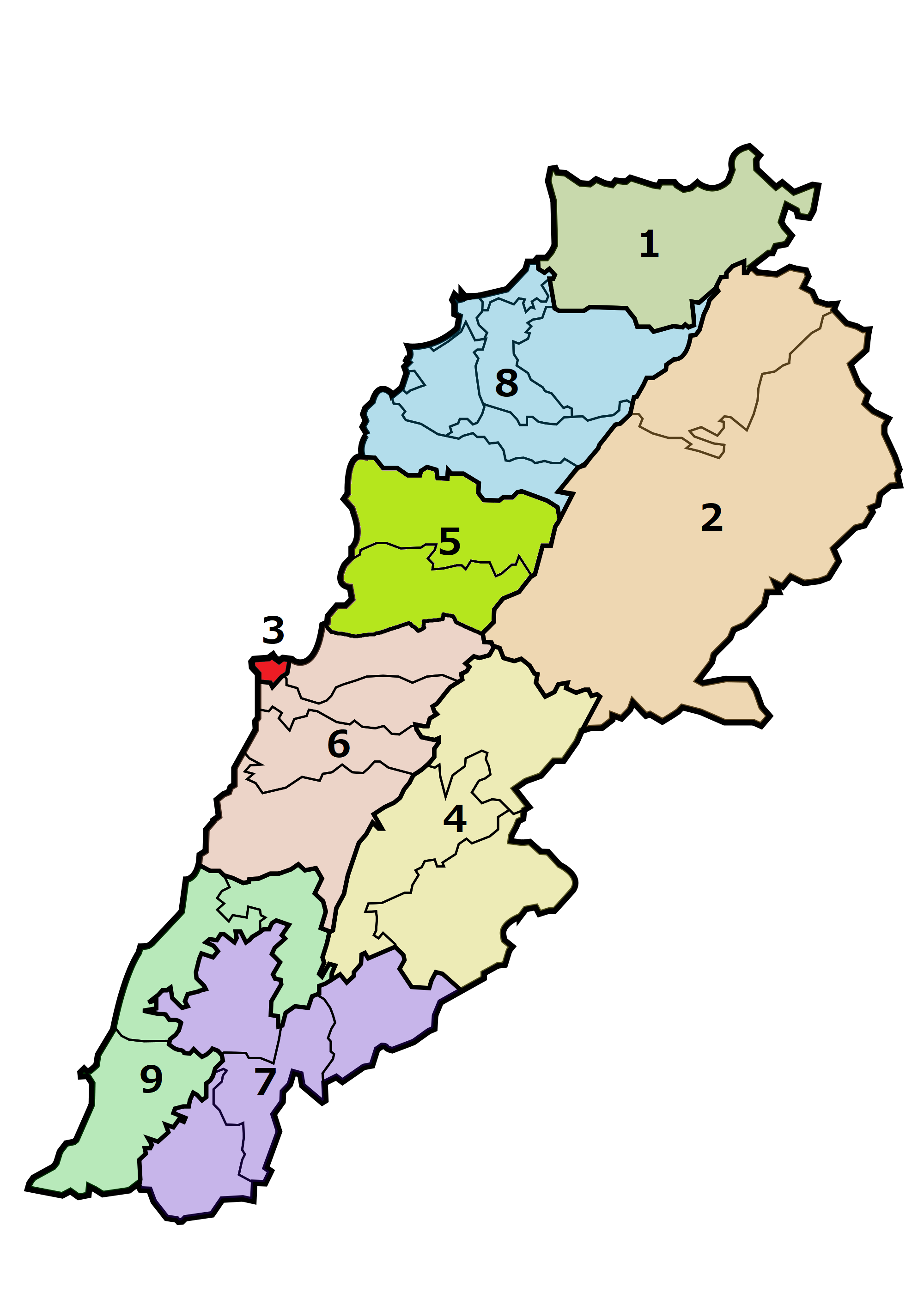
Depuis 2017 9 gouvernorats